# Подгорія (комуна)
Подгорія (рум. Podgoria) — комуна у повіті Бузеу в Румунії. До складу комуни входять такі села (дані про населення за 2002 рік):
- Коцатку (1348 осіб)
- Оратія (714 осіб)
- Плешешть (470 осіб)
- Подгорія (728 осіб) — адміністративний центр комуни
- Тебекарі (100 осіб)

Комуна розташована на відстані 131 км на північний схід від Бухареста, 34 км на північний схід від Бузеу, 77 км на захід від Галаца, 113 км на схід від Брашова.

## Населення
За даними перепису населення 2002 року у комуні проживали 3360 осіб.
Національний склад населення комуни:
| Національність | Кількість осіб | Відсоток |
| -------------- | -------------- | -------- |
| румуни         | 3348           | 99,6%    |
| цигани         | 12             | 0,4%     |

Рідною мовою назвали:
| Мова      | Кількість осіб | Відсоток |
| --------- | -------------- | -------- |
| румунська | 3348           | 99,6%    |
| циганська | 12             | 0,4%     |

Склад населення комуни за віросповіданням:
| Релігія     | Кількість осіб | Відсоток |
| ----------- | -------------- | -------- |
| православні | 3346           | 99,6%    |
| адвентисти  | 10             | 0,3%     |
| баптисти    | 4              | 0,1%     |